# Sv. Trije Kralji (Radlje ob Dravi)
Sv. Trije Kralji is een plaats in Slovenië en maakt deel uit van de gemeente Radlje ob Dravi in de NUTS-3-regio Koroška. De plaats telde 223 inwoners op 1 januari 2020.